# 5 a.C.
5 a.C. foi um ano comum do século I a.C. que durou 365 dias. De acordo com o Calendário Juliano, o ano teve início e terminou a um sábado. a sua letra dominical foi B.
| Ano completo                   |
| ------------------------------ |
| Ano comum com início ao sábado |

## Eventos
- Caio César Otaviano, pela décima-segunda vez, e Lúcio Cornélio Sula, cônsules romanos.[1]